# Music For Life 2013
Music For Life 2013 was een solidariteitsactie die georganiseerd werd door de Vlaamse radiozender Studio Brussel. De slagzin van de actie was De Warmste Week. In tegenstelling tot de vorige edities was er geen centraal thema. Er waren 732 verschillende goede doelen waarvoor meer dan 1800 acties opgezet werden.

## Opzet
Voor deze editie van Music For Life werkte Studio Brussel samen met de Koning Boudewijnstichting. Luisteraars konden goede doelen voorstellen, waarna de Koning Boudewijnstichting controleerde of de goede doelen aan de criteria voldeden. De VRT en Studio Brussel hadden geen rol in de selectie. Vervolgens konden de luisteraars acties opzetten ten voordele van een specifiek goed doel uit de lijst van aanvaarde goede doelen. De Koning Boudewijnstichting stond in voor de ontvangst van de opbrengst en voor de uitbetaling van de gestorte gelden ten voordele van de aanvaarde goede doelen.
Bij de bekendmaking van de nieuwe opzet op 23 september 2013 verklaarde Studio Brussel-nethoofd Jan Van Biesen Waarom zouden we één goed doel uitpikken als we kunnen samenwerken met zoveel vzw’s die zich al inzetten voor een solidaire samenleving? We geloven dat een solidariteitsactie als Music for life anno 2013 enorm relevant en warm is als we die nog meer met iedereen samen kunnen maken. Daarom willen we dit jaar iedereen zelf laten kiezen voor welk goede doel ze zich willen inzetten.
Op 3 december 2013 werd de lijst van 732 goede doelen bekendgemaakt, evenals de locatie waar de slotweek zou plaatsvinden.

## De Warmste week
Van 17 december 2013 tot en met 24 december 2013 vond De Warmste Week plaats. Drie StuBru-presentatoren, Linde Merckpoel, Siska Schoeters en Stijn Van de Voorde, brachten de actieweek in openlucht door in een speciaal ingerichte buitenstudio in het provinciaal recreatiedomein De Schorre in Boom om daar verzoekplaten van luisteraars te draaien. Dit was in feite een variant op het Glazen Huis, waarin in Nederland de drie presentatoren van Serious Request een week opgesloten zaten en verzoekplaten van luisteraars draaiden. StuBru-presentatoren Kirsten Lemaire en Bram Willems werden op pad gestuurd als thermometer en thermopeter om verslag uit te brengen van de diverse acties in Vlaanderen.
Op het terrein van het provinciaal recreatiedomein De Schorre was er ook een camping waar overnacht kon worden. Deze camping kreeg de toepasselijke naam De Warmste Camping.

## Concerten
Elke avond van de Warmste Week vond in een tent The Flame op het terrein van De Schorre een optreden plaats. Goose, Gabriël Rios, Flip Kowlier, Katy B, Gunther D, Balthazar, Selah Sue en Netsky verzorgden elk een optreden in The Flame. De opbrengst van de tickets ging telkens integraal naar een goed doel dat de band zelf had gekozen.

## Ontruiming
Omwille van de felle wind (van de Kerststorm) besliste de organisatie van Music for Life samen met de brandweer van Boom om het terrein op 23 december vanaf 22 uur uit voorzorg te ontruimen. De uitzendingen bleven verdergaan vanaf de camping waar geen hoge constructies aanwezig waren. Het terrein werd de dag nadien terug opengesteld voor het publiek, zodat de slotshow van de solidariteitsactie kon plaatsvinden.

## Resultaat
Op de slothappening werd bekendgemaakt dat er reeds 2.501.987 euro ingezameld was voor de 732 goede doelen. Er werd ook meegedeeld dat zowat 38.000 mensen langsgekomen waren in De Schorre. Meer dan 2,3 miljoen luisteraars luisterden tijdens De Warmste Week naar Studio Brussel. Meer dan de helft van alle Vlamingen is via televisie in contact gekomen met Music for life. Meer dan 1,7 miljoen mensen volgden De Warmste Week op Eén en OP12.
Na afloop kwam er kritiek op de actie: Er was te weinig emotionele betrokkenheid en de goede doelen hadden geen gezicht. Dit zou een verklaring zijn dat er maar 2,5 miljoen euro was ingezameld was, in tegenstelling tot de 7,1 miljoen van Music For Life 2011, de laatste editie met het Glazen Huis. Jan Van Biesen, nethoofd van Studio Brussel, vond de actie van 2013 geslaagd: We wilden de focus bewust niet te veel op het eindbedrag leggen. Studio Brussel heeft de intentie om in 2014 opnieuw een Warmste Week te organiseren.